# 용암

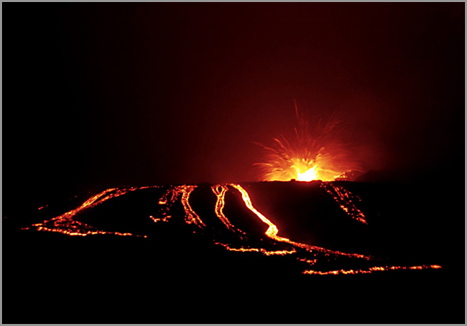
1986년 이즈오섬 용암류

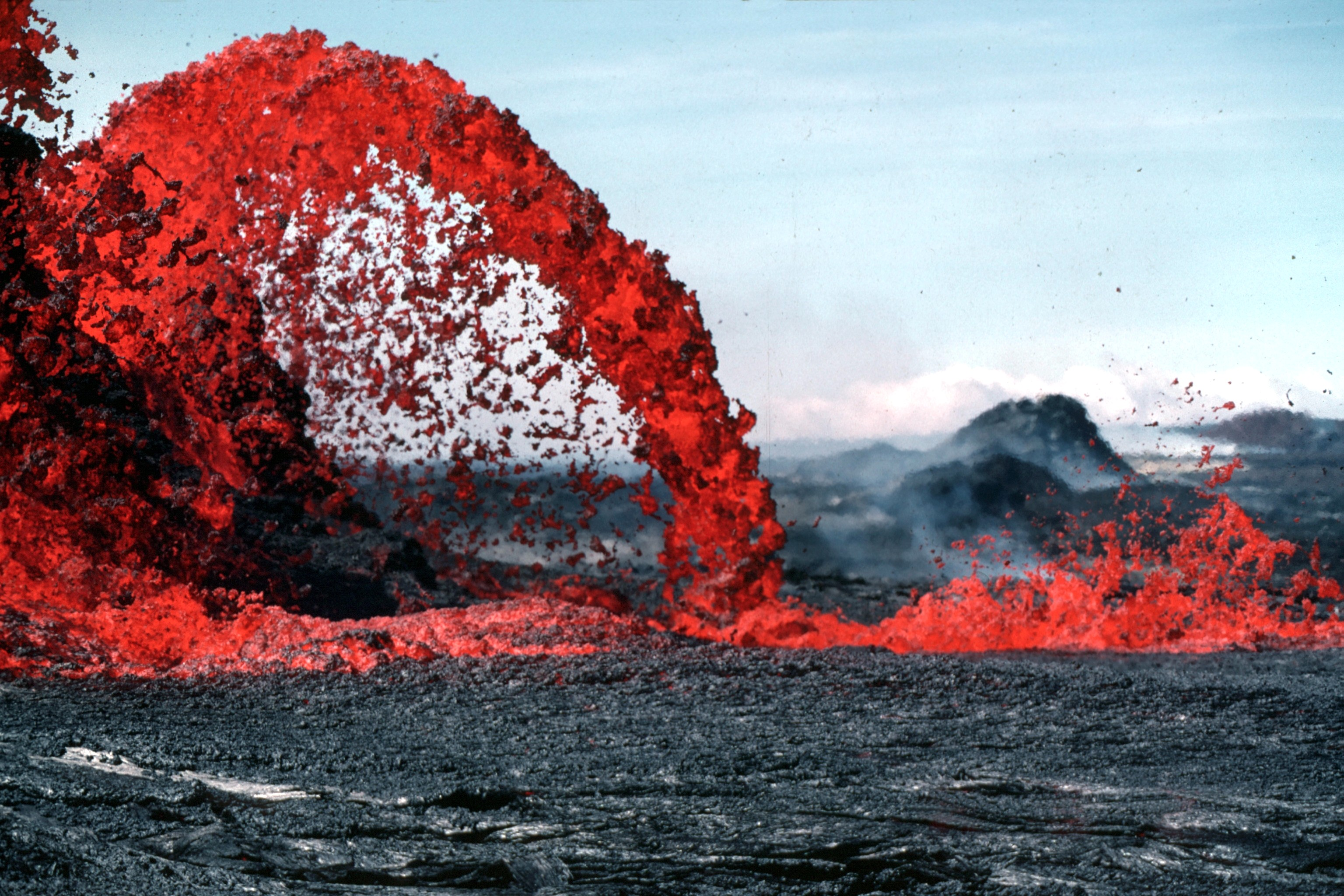
하와이의 용암 분수

용암(熔岩, 이탈리아어: lava)은 화산이 분출하는 동안 밖으로 나온 암석의 용융체이다. 처음 화산의 화구에서 빠져나올 때 용암의 온도는 700 °C에서 1,200 °C이다. 용암은 물에 비해 점성이 약 100,000배로 매우 전단력으로 얇아지는 특성을 지녔기 때문에 냉각을 거쳐 굳을 때까지 매우 먼 거리까지 이동하며 흐를 수 있다.

## 용암류
용암류(Lava flow)는 용암이 유출되어 나오는 것으로 비폭발적인 유출성 분출 중 생긴다. 움직임이 멈추면 용암은 굳어 현무암이 된다. [퇴적암]도 있는데 그것은 화산 안에서 만들어 지는 것이다.용암류를 줄여서 흔히 용암이라 부르기도 한다. 폭발적인 분출은 용암류와는 다른 화산재와 다른 파편들이 혼합된 테프라(tephra)를 만든다. 'lava'라는 말은 이탈리아어에서 나왔는데 '떨어지는', '미끄러지는'이라는 의미의 라틴어 'labes'에서 유래되었을용융된 것)와 연관하여 처음 사용한 것은 프란시스코 세라오(Francesco Serao)가 1737년 5월 14일에서 6월 4일 동안에 베수비우스에서 분출한 것에 쓴 글에 나온다. Serao는 홍수에 뒤이어 화산의 옆구리 아래로 물과 진흙이 흘러가는 것을 "불붙는 용암의 흐름"(a flow of fiery lava)이라고 묘사하였다.

## 용암과 마그마의 차이
용암은 화산 안에서 가장 약한 부분을 찾으면 뿜어져 나온다.
용암은 화산 밖에 있고, 마그마는 화산 안에 있다. 화산의 안에 있으면 마그마지만, 화산 밖으로 뿜어져 나오는 순간 용암이 된다. 화산 안에 있는 마그마는 가스를 가지고 있지만, 화산 안에서 나가는 순간 가스가 증발해 용암이 된다는 점에서 차이를 보인다.

## 용암의 종류
용암은 여러 가지로 분류할 수 있다. 아아 용암(하와이어: ʻaʻā)은 딱딱하고 거친 용암, 파호이호이 용암(하와이어: pāhoehoe)은 현무암질의 부드럽게 굽이치는 용암류이다. 배게 용암은 용암이 수중에서 급격하게 식어 베개 모양이 된 것을 말한다.

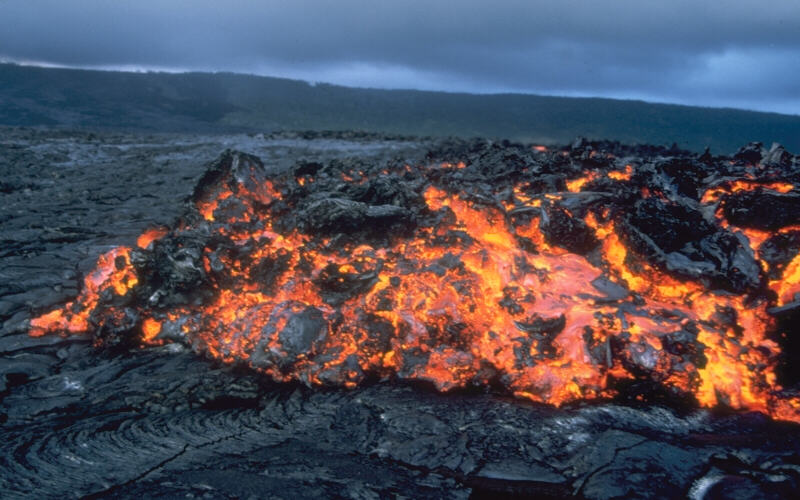
아아 용암
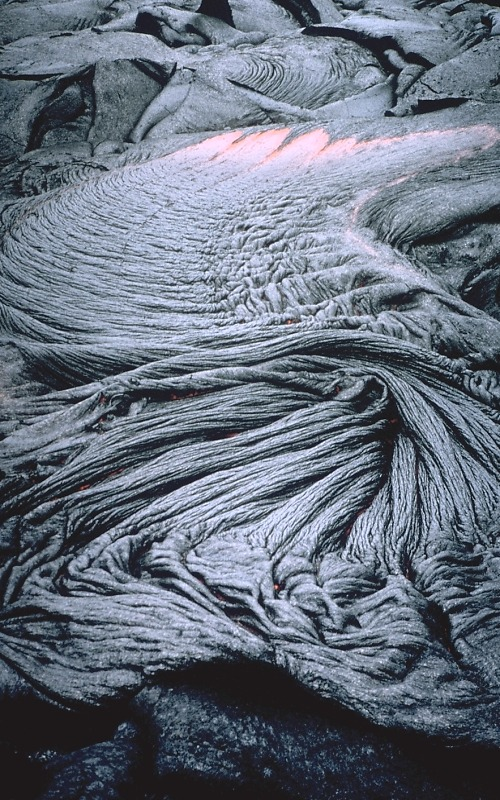
파호이호이 용암
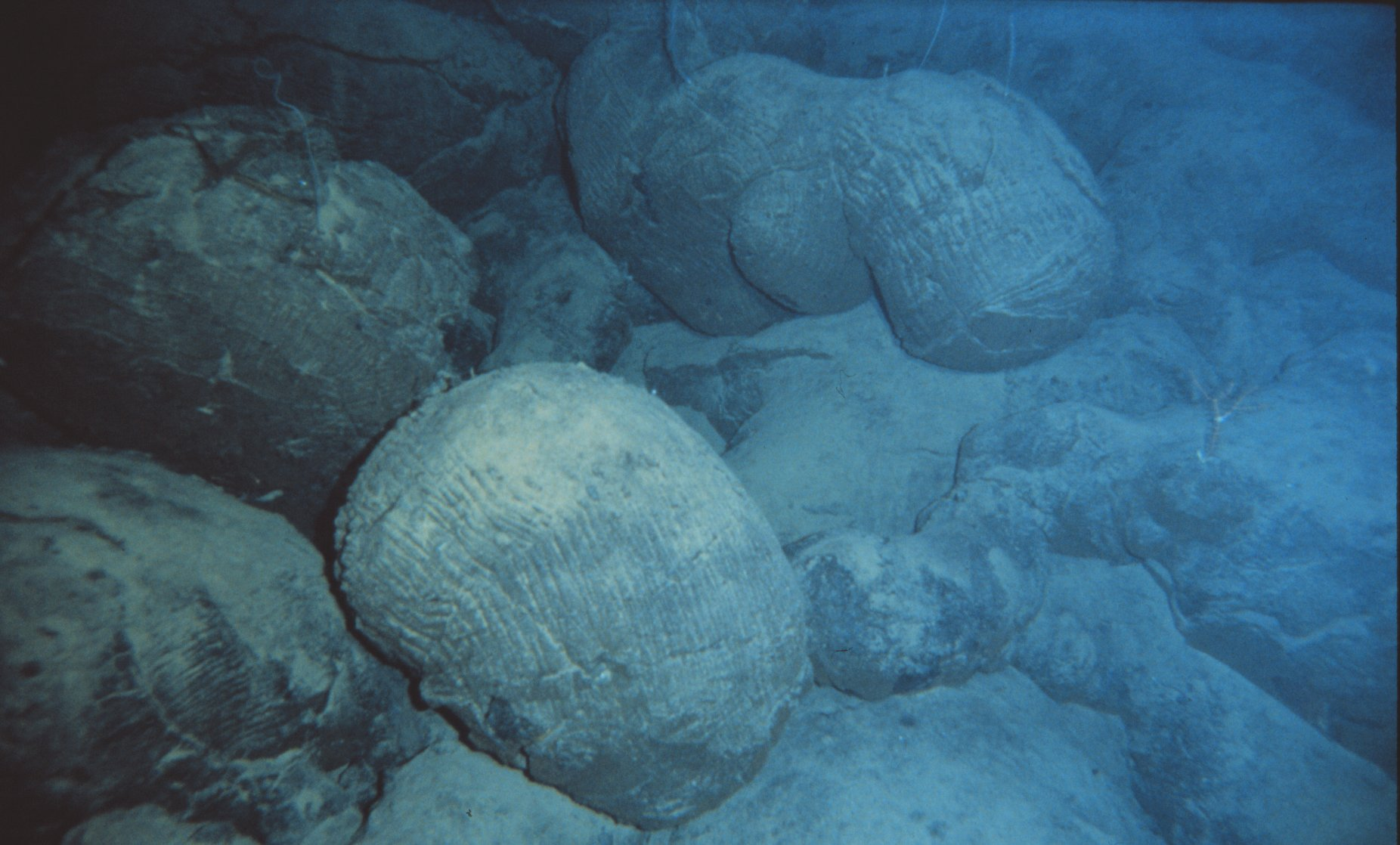
베개 용암(영어판)

## 같이 보기
- 마그마
- 화산
- 화성암
- 이산화규소